# Giovanni Antonio Rocca

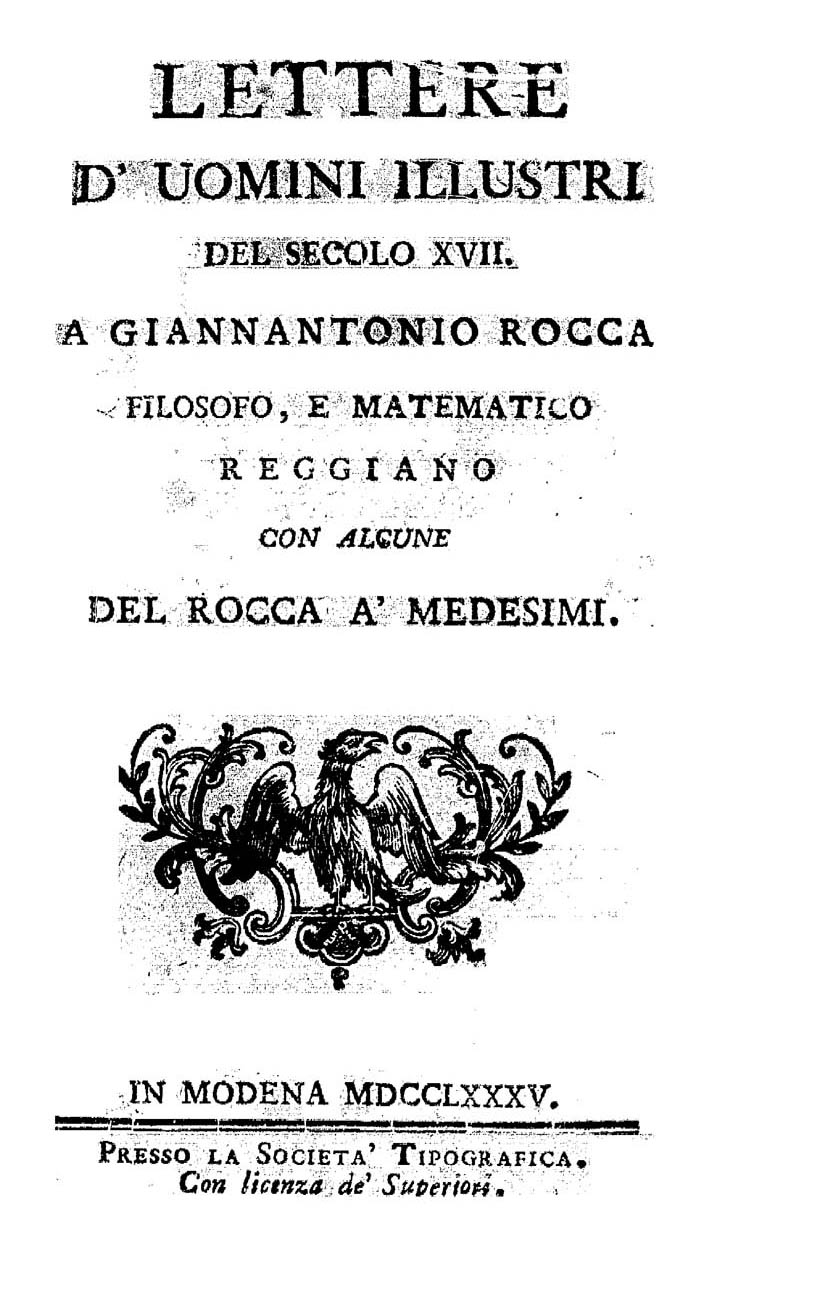
Letras de hombres ilustres, 1785

Giovanni Antonio Rocca o Giannantonio Rocca (Reggio Emilia, 31 de octubre de 1607 - ibídem, 22 de noviembre de 1656) fue un matemático y astrónomo italiano.

## Semblanza
Rocca nació en Reggio di Lombardía (actualmente Reggio Emilia), hijo de Ercole Bergamaschi Rocca y de Laura Ruffini. Perdió a su padre con tres años de edad, quedando a cargo de su madre y de su tío Flaminio Rufini. Estudió en Parma, obteniendo su licenciatura en Lógica, Física y Metafísica en 1727. Como matemático y astrónomo, mantuvo correspondencia escrita con científicos de su época (como el astrónomo Giovanni Riccioli), publicadas en su obra  Lettere d'uomini illustri del secolo XVII. Trabajó sobre los sólidos de revolución y sus centros de gravedad, siendo citado por Evangelista Torricelli en sus disquisiciones sobre la cuadratura de las curvas parabólicas contenidas en su obra "Dimensione Parabolae". También fue muy amigo del clérigo y matemático Bonaventura Cavalieri y del astrónomo y matemático Teofilo Bruni, para el que escribió el prólogo de su obra sobre el astrolabio.
Como astrónomo, fue consciente de la importancia del cálculo de paralajes, llegando a escribir que El problema de la distancia solar y el paralaje era uno de los más importantes en astronomía, resolverlo bien vale la pena de una vida de trabajo para cualquier astrónomo.
Falleció a los 49 años de edad, siendo enterrado en la basílica de San Próspero de Regia Emilia. Consta que tenía un hijo, de nombre Apollinare.

## Obras
- Giannantonio Rocca (1785).  presso la Società tipografica, ed. Lettere d'uomini illustri del secolo XVII a Giannantonio Rocca matematico reggiano con alcune del Rocca a' medesimi. Módena. Consultado el 13 de junio de 2015.

## Eponimia
- El cráter lunar Rocca lleva este nombre en su memoria.[3]